# TvOS
tvOS (раніше відома як Apple TV Software) — операційна система, розроблена Apple Inc. для цифрового медіаплеєра Apple TV другого покоління та новіших моделей. Вона базується на операційній системі iOS і має багато схожих фреймворків, технологій і концепцій.
tvOS для Apple TV другого та третього поколінь має кілька вбудованих програм, але не підтримує програми сторонніх розробників.
9 вересня 2015 року на медіа-заході Apple була анонсована Apple TV четвертого покоління з підтримкою програм сторонніх розробників. Apple змінила назву операційної системи Apple TV Software на tvOS, відповідно до номенклатури верблюдячого регістру, яку вони використовували для своїх інших операційних систем — iOS і watchOS.

## Історія
30 жовтня 2015 року четверте покоління Apple TV стало доступним і постачалося з tvOS 9.0. 9 листопада 2015 року було випущено tvOS 9.0.1, головним чином оновлення для вирішення незначних проблем.
tvOS 9.1 було випущено 8 грудня 2015 року разом з OS X 10.11.2, iOS 9.2 і watchOS 2.1. Разом із цими оновленнями Apple також оновила програму «Пульт» для iOS і watchOS, дозволивши використовувати базові функції дистанційного керування для Apple TV четвертого покоління (раніше ця програма працювала лише з попередніми версіями Apple TV).
25 листопада 2015 року Facebook представив свій SDK для tvOS, що дозволяє програмам входити у Facebook, ділитися у Facebook і використовувати Facebook Analytics так само, як програмам iOS.
2 грудня 2015 року Твіттер запустив свою службу автентифікації входу для tvOS — «Digits», що дозволяє користувачам входити в програми та служби за допомогою простого унікального коду, доступного онлайн.
13 червня 2016 року на WWDC 2016 старший віцепрезидент Apple з інтернет-послуг Едді Кʼю анонсував наступну основну версію tvOS — tvOS 10. tvOS 10 отримала нові функції, такі як покращення пошуку Siri, єдиний вхід для кабельних підписок, темний режим, а також нову програму «Пульт» для керування Apple TV, яка була офіційно випущена 13 вересня 2016 року разом із iOS 10.
4 червня 2018 року на WWDC 2018 було анонсовано tvOS 12. tvOS 12 отримала підтримку Dolby Atmos E-AC3 і була офіційно випущена 17 вересня 2018 року разом з iOS 12.
13 квітня 2020 року стало відомо, що Siri Smart Speaker у HomePod від Apple почав запускати варіанти програмного забезпечення tvOS.
22 червня 2020 року на WWDC 2020 було анонсовано tvOS 14. tvOS 14 отримала підтримку програми «Дім» і відео YouTube у форматі 4K і була офіційно випущена 16 вересня 2020 року разом із iOS 14 і iPadOS 14.
7 червня 2021 року на WWDC 2021 було анонсовано tvOS 15. tvOS 15 отримала нові функції та покращення, зокрема SharePlay, новий розділ «Поширено для вас» у програмі «TV» та можливість відтворювати вміст за допомогою голосових команд, і була офіційно випущена 20 вересня 2021 року разом із iOS 15 та iPadOS 15.
6 червня 2022 року на WWDC 2022 було анонсовано tvOS 16.

## Функції
tvOS 9 постачається з декількома новими функціями на Apple TV четвертого покоління. Однією з головних особливостей була можливість переміщатися по інтерфейсу за допомогою нового пульта дистанційного керування тачпадом за допомогою мультисенсорних жестів. Вона отримала новий App Store, в якому користувачі можуть завантажувати та встановлювати нові програми та ігри, доступні від розробників, які розробляють програми для Apple TV і tvOS. У tvOS 9 додана підтримка Siri, яка дозволяє користувачам виконувати безліч дій, наприклад пошук фільму/телешоу в різних програмах, перемотування назад, перемотування вперед, визначення назви та актора/режисера поточного фільму, а також відмотування на 15 секунд назад. tvOS отримала підтримку програм-пультів для Apple TV, більше можливостей налаштування програм, кінематографічні заставки та керування телевізором за допомогою пульта Siri Remote із вбудованою підтримкою HDMI-CEC у tvOS. Крім того, tvOS дозволяє користувачеві керувати Apple TV різними способами. Сюди входить використання пульта Siri Remote, який входить у комплект, підключення стороннього універсального пульта дистанційного керування, підключення геймпада MFi для керування іграми, використання програми «Пульт» на iOS і підключення Bluetooth-клавіатури для полегшення введення тексту користувачем.

## Доступність
tvOS було розроблено на базі iOS, оскільки така tvOS успадкувала багато функцій доступності iOS і macOS.
tvOS має технології Apple VoiceOver, Зум і Siri, які допомагають незрячим і людям зі слабким зором. VoiceOver, функція зачитування елементів екрана від Apple, доступна більш ніж 30 мовами та дає змогу користувачам із вадами зору знати, що відображається на дисплеї, і відповідати на підказки на екрані. VoiceOver використовує жести, подібні до інших продуктів Apple (помахи, торкання та ротор).
Подібно до інших продуктів Apple, таких як iPhone, де три послідовні натискання на бічну кнопку активує функції спеціальних можливостей, за допомогою tvOS на Apple TV користувач може активувати VoiceOver без будь-якого процесу встановлення. Потрібно лише тричі клацнути кнопку «Меню» на пульті Siri Remote, і Apple TV проведе користувача через повне початкове налаштування — завдання, яке є нетривіальним для людей із вадами зору в більшості подвбних продуктів на ринку.
Іншою функцією доступності є збільшення контрастності на екрані, яка діє за рахунок зменшення прозорості фонових елементів на сторінках фільмів і телешоу, вкладках меню та інших частинах операційної системи. Також можна ввімкнути високий контраст за допомогою курсора, щоб краще окреслити виділений вміст. Користувач також може ввімкнути функцію «Зменшення руху», завдяки якій деякі дії на екрані, наприклад переміщення між значками програм на головному екрані та запуск програм, візуально спрощуються, що сприяє зменшенню навантаження на очі.
tvOS дозволяє користувачам дивитися фільми з аудіоописом того, що демонструється на екрані. Фільми з аудіоописом відображаються з піктограмою AD (аудіоопис від англ. Audio Description) у iTunes Store для tvOS і в iTunes на комп'ютерах Macintosh або Windows.
Поєднання Bluetooth-клавіатури із tvOS на Apple TV увімкне іншу функцію доступності, яка також є включенням VoiceOver. Під час введення VoiceOver відтворює аудіоголосом кожен символ, натиснутий на клавіатурі, і повторюється знову під час його введення. Apple TV розроблено для роботи з Apple Wireless Keyboard або Apple Magic Keyboard. Однак Apple TV працюватиме майже з будь-якою Bluetooth-клавіатурою.
Apple TV із tvOS і без неї підтримує приховані субтитри, тож глухі та слабочуючі можуть переглядати телесеріали та повнометражні фільми. Сумісні епізоди та фільми позначаються піктограмою CC (приховані субтитри від англ. closed captioning) або SDH (субтитри для глухих або людей із вадами слуху) в iTunes Store на Apple TV або в самому iTunes. Глядач може налаштувати субтитри в епізодах або фільмах за допомогою стилів і шрифтів, які більш сприятливі для людей із вадами слуху та/або зору.
Сенсорний клікпед Siri Remote можна налаштувати. Відстеження, коли встановлено значення «Швидко» (англ. Fast), регулює рухи великого пальця, зроблені для збільшення відстані по відношенню до того, наскільки далеко перемістився великий палець на скляній сенсорній панелі. І навпаки, коли встановлено повільне відстеження, сильніші рухи великого пальця на сенсорній панелі зменшуватимуть відстань, яку пройдено на екрані. Це може допомогти людям з обмеженими можливостями.
Програма Apple «Пульт» на пристроях iOS дозволяє керувати Apple TV з iPhone, iPad або iPod Touch. Віддалена програма для iOS покращує доступність Apple TV, увімкнувши Switch Control. Switch Control — це унікальна технологія Apple, яка забезпечує послідовну навігацію між елементами на екрані та виконання певних дій, таких як вибір, торкання, перетягування, введення тексту за допомогою стороннього апаратного перемикача з підтримкою Bluetooth, створеного для людей з вадами.

## Розвиток
tvOS 9 постачається з абсолютно новими інструментами розробки для розробників. tvOS має підтримку абсолютно нового SDK для розробників, щоб створювати програми для телевізора, включаючи всі API, включені в iOS 9, такі як Metal. Вона також отримала tvOS App Store, який дозволяє користувачам переглядати, завантажувати та встановлювати широкий спектр програм. Крім того, тепер розробники можуть використовувати власний інтерфейс у своїй програмі, а не лише інтерфейс Apple. Оскільки tvOS базується на iOS, можна легко перенести існуючі програми iOS на Apple TV за допомогою Xcode, вносячи лише кілька вдосконалень у програму, щоб краще працювати на великому екрані. Apple надає Xcode безкоштовно всім зареєстрованим розробникам Apple. Для розробки нової програми доя Apple TV необхідно зробити зображення паралакса для іконки програми. Щоб зробити це, Apple надає експортер Parallax і засіб попереднього перегляду в інструментах розробки для Apple TV.

## Історія версій
| Legend: | Застарілі | Припинені | Поточна | Бета |

Інформація про нові оновлення Apple TV (2-го покоління) і новіших версій публікується в базі знань Apple.

### Підтримувані версії ОС
| Підтримувані версії ОС | Підтримувані версії ОС | Підтримувані версії ОС | Підтримувані версії ОС | Підтримувані версії ОС | Підтримувані версії ОС |
| Випуск ОС              | Покоління              | Покоління              | Покоління              | Покоління              | Покоління              |
| Випуск ОС              | 2                      | 3                      | HD                     | 4K                     | 4K (2)                 |
| ---------------------- | ---------------------- | ---------------------- | ---------------------- | ---------------------- | ---------------------- |
| iOS 4                  | Так                    | Н/Д                    | Н/Д                    | Н/Д                    | Н/Д                    |
| iOS 5                  | Так                    | Так                    | Н/Д                    | Н/Д                    | Н/Д                    |
| iOS 6                  | Так                    | Так                    | Н/Д                    | Н/Д                    | Н/Д                    |
| iOS 7                  | Так                    | Так                    | Н/Д                    | Н/Д                    | Н/Д                    |
| iOS 8                  | Ні                     | Так                    | Н/Д                    | Н/Д                    | Н/Д                    |
| tvOS 9                 | Ні                     | Ні                     | Так                    | Н/Д                    | Н/Д                    |
| tvOS 10                | Ні                     | Ні                     | Так                    | Н/Д                    | Н/Д                    |
| tvOS 11                | Ні                     | Ні                     | Так                    | Так                    | Н/Д                    |
| tvOS 12                | Ні                     | Ні                     | Так                    | Так                    | Н/Д                    |
| tvOS 13                | Ні                     | Ні                     | Так                    | Так                    | Н/Д                    |
| tvOS 14                | Ні                     | Ні                     | Так                    | Так                    | Так                    |
| tvOS 15                | Ні                     | Ні                     | Так                    | Так                    | Так                    |
| tvOS 16                | Ні                     | Ні                     | Так                    | Так                    | Так                    |

### iOS 4
iOS 4.1 була першою версією iOS, доступною на Apple TV (2-го покоління). Вона мала програмне забезпечення Apple TV Software 4.0.
| Таблиця версій: iOS 4.x — Apple TV (2-го покоління) | Таблиця версій: iOS 4.x — Apple TV (2-го покоління) | Таблиця версій: iOS 4.x — Apple TV (2-го покоління) | Таблиця версій: iOS 4.x — Apple TV (2-го покоління) | Таблиця версій: iOS 4.x — Apple TV (2-го покоління) |
| Версія iOS                                          | Apple TV Software                                   | Збірка                                              | Дата випуску                                        | Функції |
| --------------------------------------------------- | --------------------------------------------------- | --------------------------------------------------- | --------------------------------------------------- | --- |
| 4.1                                                 | 4.0                                                 | 8M89                                                | 1 вересня 2010                                      | - Початковий випуск для Apple TV (2-го покоління) |
| 4.2                                                 | 4.1                                                 | 8C150 (1539)                                        | 22 листопада 2010                                   | - Підтримка AirPlay. - VoiceOver в меню. - Виправлення помилок. |
| 4.2.1                                               | 4.1.1                                               | 8C154 (1553)                                        | 14 грудня 2010                                      | Виправлення помилок - Усунено проблему, через яку деякі телевізори високої чіткості неправильно відображають зображення 480p. - Усунено проблему, через яку фільм або телешоу може бути повторно завантажено. |
| 4.3                                                 | 4.2                                                 | 8F191m (2060)                                       | 9 березня 2011                                      | - Підтримка відео AirPlay для сторонніх програм на пристроях iOS. - Нові теми для слайдшоу: Перегляд фотографії за допомогою нових тем слайдшоу Scrapbook, Photo Mobile і Holiday Mobile. - Покращена екранна клавіатура: Оновлена екранна клавіатура полегшує пошук і введення імен та паролів. - Об'ємний звук Dolby Digital 5.1 під час перегляду Netflix. |
| 4.3                                                 | 4.2.1                                               | 8F202 (2100)                                        | 22 березня 2011                                     | Виправлення помилок - Усунено проблеми, які можуть спричиняти мерехтіння екрана або відображення неправильних кольорів на деяких старих телевізорах. - Усунено проблему, через яку Apple TV може не виходити зі сну. - Усунено проблему, через яку на деяких моделях телевізорів можна не чути звук після перемикання з іншого входу. - Apple TV Software 4.2.1 містить виправлення стабільності та продуктивності для Apple TV. |
| 4.3                                                 | 4.2.2                                               | 8F305 (2203)                                        | 11 травня 2011                                      | Виправлення помилок - Усунено проблему, через яку звук не виводиться під час відтворення деякого відеовмісту. - Усунено проблему, через яку відео не відображається під час відтворення певного вмісту. - Додано налаштування аудіовиходу для перемикання на 16-бітне аудіо для сумісності з деякими телевізорами та AV-ресиверами. - Покращено продуктивність швидкого перемотування подій у прямому ефірі. - Усунено проблему, через яку опис деяких фільмів не відображається. - Усунено проблему, через яку відео з підписки на YouTube не впорядковано за датою. |
| 4.3                                                 | 4.3                                                 | 8F455 (2557)                                        | 1 серпня 2011                                       | - Можливість перегляду відео з Vimeo. - Функція лише для США: Трансляція придбаних телешоу з iTunes на Apple TV (і минулих покупок); раніше була доступна лише оренда. |

### iOS 5
23 жовтня 2011 року Apple TV (2-го покоління) отримав програмне забезпечення iOS 5.0 із My Photo Stream, дублюванням AirPlay (з iPhone 4S і iPad 2), NHL, Wall Street Journal, темами слайдшоу та субтитрами Netflix. Всупереч чуткам і коду, знайденому в iOS 5, у випуску не було підтримки Bluetooth або програм для Apple TV (2-го покоління).
| Таблиця версій: iOS 5.x — Apple TV (2-го та 3-го покоління) | Таблиця версій: iOS 5.x — Apple TV (2-го та 3-го покоління) | Таблиця версій: iOS 5.x — Apple TV (2-го та 3-го покоління) | Таблиця версій: iOS 5.x — Apple TV (2-го та 3-го покоління) | Таблиця версій: iOS 5.x — Apple TV (2-го та 3-го покоління) |
| Версія iOS                                                  | Apple TV Software                                           | Збірка                                                      | Дата випуску                                                | Функції |
| ----------------------------------------------------------- | ----------------------------------------------------------- | ----------------------------------------------------------- | ----------------------------------------------------------- | --- |
| 5.0                                                         | 4.4                                                         | 9A334v (3140)                                               | 12 жовтня 2011                                              | - Випущено разом із iOS 5 для портативних пристроїв iOS. - Photo Stream. - Дублювання AirPlay для iPad 2 і iPhone 4S. - Wall Street Journal. - Нові теми для слайдшоу. - Субтитри Netflix. Це оновлення скидає пристрій до заводських налаштувань у межах процесу оновлення. |
| 5.0                                                         | 4.4.1                                                       | 9A335a (3150)                                               | 17 жовтня 2011                                              | Виправлення помилок - Це оновлення скидає пристрій до заводських налаштувань у межах процесу оновлення. |
| 5.0                                                         | 4.4.2                                                       | 9A336a (3160)                                               | 24 жовтня 2011                                              | - Відтворення аудіо: усунено проблему, через яку аудіо не виводиться під час відтворення деякого відеовмісту. - Відтворення відео: усунено проблему, через яку відео не відображається під час відтворення певного вмісту. - Налаштування аудіовиходу: додає налаштування аудіовиходу для перемикання на 16-бітне аудіо для сумісності з деякими телевізорами та AV-ресиверами. - Покращення FF/RW у прямому ефірі: покращує продуктивність швидкого перемотування подій у прямому ефірі. - Опис фільму: усунено проблему, через яку опис деяких фільмів не відображається. - Порядок відео на YouTube: усунено проблему, через яку відео підписки YouTube не впорядковувалися за датою. |
| 5.0.1                                                       | 4.4.3                                                       | 9A405l (3323)                                               | 17 листопада 2011                                           | - Додано підтримку Netflix у Мексиці. - Усунено проблему, через яку звук може не відтворюватися через оптичний порт, коли телевізор вимкнено. |
| 5.0.1                                                       | 4.4.4                                                       | 9A406a (3330)                                               | 15 грудня 2011                                              | - Загальні покращення продуктивності та стабільності, зокрема усунено проблеми, яка відображала помилку під час відтворення деякого відеовмісту. |
| 5.1                                                         | 5.0                                                         | 9B179b (4099)                                               | 7 березня 2012                                              | - Початковий випуск для Apple TV (3-го покоління). - Підтримка роздільної здатності відео 1080p.A3 - Повністю оновлені меню. - Категорії вмісту тепер нагадують іконки програм для iOS. - Програми сторонніх розробників (Netflix, YouTube, NBA, Flickr тощо) отримали власну іконку. - Можливість створити обліковий запис Netflix. |
| 5.1.1                                                       | 5.0.1                                                       | 9B206f (4224)                                               | 10 травня 2012                                              | - Попередні перегляди фільмів і телешоу з iTunes Store тепер можна переглядати у форматі HD. - Усунено проблему, яка спричиняла проблеми підключення деяких програм iOS через AirPlay. - Підвищено надійність підключень Home Sharing. - Усунено проблему, яка впливає на вхід і навігацію в Netflix. - Містить усунення проблем, що впливають на стабільність і продуктивність. |
| 5.1.1                                                       | 5.0.2                                                       | 9B830 (4250)                                                | 5 червня 2012                                               | - Усунено проблему, яка спричиняла неправильне застосування обмежень вмісту для iTunes Store в Австралії. |

### iOS 6
24 вересня 2012 року Apple TV (2-го покоління) і пізніше отримали оновлення програмного забезпечення iOS 6.0 із функцією Shared Photo Stream, перемиканням облікових записів iTunes, покращеною функціональністю AirPlay і пошуком трейлерів, серед інших менших покращень.
| Таблиця версій: iOS 6.x — Apple TV (2-го та 3-го покоління) | Таблиця версій: iOS 6.x — Apple TV (2-го та 3-го покоління) | Таблиця версій: iOS 6.x — Apple TV (2-го та 3-го покоління) | Таблиця версій: iOS 6.x — Apple TV (2-го та 3-го покоління) | Таблиця версій: iOS 6.x — Apple TV (2-го та 3-го покоління) |
| Версія iOS                                                  | Apple TV Software                                           | Збірка                                                      | Дата випуску                                                | Функції |
| ----------------------------------------------------------- | ----------------------------------------------------------- | ----------------------------------------------------------- | ----------------------------------------------------------- | --- |
| 6.0                                                         | 5.1                                                         | 10A406E (5201)                                              | 24 вересня 2012                                             | - Shared Photo Streams: Можна приймайте запрошення на Shared Photo Streams, переглядати фотографії та коментарі та отримувати сповіщення про новий вміст. - AirPlay: Надсилання аудіовмісту з Apple TV на колонки/пристрої з підтримкою AirPlay (включаючи AirPort Express та інші Apple TV). Також містить можливість вимагати екранний код для використання AirPlay з Apple TV. - Перемикання облікових записів iTunes: Збереження кілької облікових записів iTunes і швидке перемикання між ними. - Трейлери: Пошук трейлерів фільмів. У Сполучених Штатах можна дивитися розклад показів місцевих театрів. - Екранні заставки: Заставки New Cascade, Shrinking Tiles і Sliding Panels. - Головне меню: Можна змінювати порядок піктограм на другій сторінці, утримуючи кнопку вибору на пульті дистанційного керування. - Субтитри: Підтримка SDH для людей із вадами слуху; покращення перегляду та вибору субтитрів. - Конфігурація мережі: Підтримка налаштування додаткових параметрів мережі за допомогою профілів конфігурації. - Стабільність і продуктивність: Містить загальні поліпшення продуктивності та стабільності. |
| 6.0.1                                                       | 5.1.1                                                       | 10A831 (5433)                                               | 29 листопада 2012                                           | - Додано підтримку Up Next з iTunes 11 або iTunes Match. - Містить покращення продуктивності та стабільності, що стосуються iTunes Store, AirPlay, Netflix, iTunes Match і дротових з'єднань Ethernet. |
| 6.1                                                         | 5.2                                                         | 10B144b (6010.96)                                           | 28 січня 2013                                               | - Початковий випуск для Apple TV (3-го покоління Revision A). - Bluetooth-клавіатури: Додано підтримку деяких Bluetooth-клавіатур (включаючи Apple Wireless Keyboard). - iTunes у хмарі: Перегляд та відтворення придбаної музики iTunes безпосередньо з iCloud. - Airplay: Можна надсилати стереоаудіо з відеовмісту Apple TV на колонки/пристрої з підтримкою AirPlay (включаючи AirPort Express та інші Apple TV). - Стабільність і продуктивність: Містить загальні поліпшення продуктивності та стабільності. |
| 6.1.3                                                       | 5.2.1                                                       | 10B329a (6025)                                              | 19 березня 2013                                             | - Програма Hulu Plus: Повністю перероблена, додано підтримку прихованих субтитрів. - iTunes у хмарі: додано хмарну підтримку музики в Японії та Ізраїлі. - Стабільність і продуктивність: Містить покращення для оновлення програмного забезпечення, субтитрів і загальної продуктивності. - Виправлення безпеки. |
| 6.1.4                                                       | 5.3                                                         | 10B809 (6105)                                               | 19 червня 2013                                              | - Вміст сторонніх розробників: Додано підтримку для Crunchyroll, ESPN, HBO GO, Qello та Sky News (деякі джерела залежать від країни). - iTunes Store: Покращено надійність входу в iTunes Store і відтворення придбаного вмісту. Інші канали додано 27 серпня 2013 року без оновлення програмного забезпечення: Vevo, The Weather Channel, Disney Channel, Disney XD та Smithsonian Channel (деякі джерела залежать від країни) |

### iOS 7
20 вересня 2013 року Apple TV (2-го покоління) і новіші отримали оновлення програмного забезпечення iOS 7.0 із iTunes Radio та AirPlay із iCloud.
| Таблиця версій: iOS 7.x — Apple TV (2-го та 3-го покоління) | Таблиця версій: iOS 7.x — Apple TV (2-го та 3-го покоління) | Таблиця версій: iOS 7.x — Apple TV (2-го та 3-го покоління) | Таблиця версій: iOS 7.x — Apple TV (2-го та 3-го покоління) | Таблиця версій: iOS 7.x — Apple TV (2-го та 3-го покоління) |
| Версія iOS                                                  | Apple TV Software                                           | Збірка                                                      | Дата випуску                                                | Функції |
| ----------------------------------------------------------- | ----------------------------------------------------------- | ----------------------------------------------------------- | ----------------------------------------------------------- | --- |
| 7.0.1 / 7.0.2                                               | 6.0                                                         | 11A470e/11A502                                              | 23 вересня 2013                                             | - iTunes Radio - Створення користувацьких радіостанції та прослуховування їх без реклами за допомогою iTunes Match (лише для США та Австралії). - iTunes Store - Перегляда, покупка та відтворення музики безпосередньо з iTunes Store. - iCloud Photos - Додано підтримку відтворення відео зі Photo Stream та перегляду Photo Stream від кількох учасників. - AirPlay із iCloud - Apple TV відтворюватиме вміст із iTunes In The Cloud замість користувацького пристрою AirPlay, коли це можливо (потрібна iOS 7 на пристрої AirPlay). - Подкасти - Синхронізація користувацьких подкастів та подкаст-станції на Apple TV і всіх пристроях користувача iOS. - iMovie Theater - Миттєві трансляції створені користувачем iMovie у високій чіткості з iCloud (потрібна остання версія iMovie для iOS або Mac і обліковий запис iCloud). - Субтитри та підписи - Автоматичний вибір субтитрів на основі налаштувань мови Apple TV із можливістю налаштування стилю субтитрів. - Conference Room Display - Заблокований Apple TV на Conference Room Display (для ділових і освітніх середовищ) і відображення на екрані інструкції щодо використання AirPlay. - Оновлення програмного забезпечення - Постійне оновлення Apple TV, автоматично встановлюючи оновлення програмного забезпечення, коли воно доступне. - Налаштування - Можна використовувати iPhone, iPad або iPod Touch з iOS 7 для автоматичного перенесення мережевих налаштувань, Apple ID користувача та мовних налаштувань на Apple TV (3-го покоління) (недоступно на iPhone 4 або iPad 2). Вміст сторонніх розробників лише для США додано 26 вересня 2013 року без оновлення програмного забезпечення: Major League Soccer (MLS) та Disney Junior. Програму iMovie Theater було додано 22 жовтня 2013 року без оновлення програмного забезпечення. |
| 7.0.3                                                       | 6.0.1                                                       | 11B511d                                                     | 25 жовтня 2013                                              | - Стабільність і продуктивність - Містить загальні поліпшення продуктивності та стабільності. |
| 7.0.4 / 7.0.6                                               | 6.0.2                                                       | 11B554a/11B651                                              | 14 листопада 2013                                           | - Стабільність і продуктивність - Містить загальні поліпшення продуктивності та стабільності. - Безпека (лише збірка 11B651) - МІстить виправлення перевірки підключення SSL. |
| 7.1                                                         | 6.1                                                         | 11D169b                                                     | 10 березня 2014                                             | - Головне меню - Містить можливість полегшити приховування каналів - AirPlay - Параметр безпеки для пристроїв iOS або Mac, що дозволяє вимагати підтвердження за допомогою одноразового екранного коду перед використанням AirPlay (потрібна iOS 7.1 або новіша версія на пристрої iOS або OS X 10.9.2 або новіша версія на Mac). - Додано підтримку, яка дозволяє пристрою AirPlay виявляти Apple TV через Bluetooth у середовищах, де багатоадресний трафік або трафік Bonjour заблоковано в мережі або пристрій AirPlay знаходиться в іншій підмережі. - Прогрма «Пульт» - Перегляда придбаних телешоу та фільми в програмі «Пульт» і дотиком їх можна миттєво відтворити на Apple TV. - Створення та відтворення радіостанцій iTunes (потрібна програма «Пульт» версії 4.2 або новішої). - Стабільність і продуктивність - Виправлення помилок, загальні покращення продуктивності та стабільності. |
| 7.1.1                                                       | 6.1.1                                                       | 11D201c                                                     | 22 квітня 2014                                              | - Стабільність і продуктивність - Містить загальні поліпшення продуктивності та стабільності. |
| 7.1.2                                                       | 6.2                                                         | 11D257c                                                     | 30 червня 2014                                              | - Стабільність і продуктивність - Містить загальні поліпшення продуктивності та стабільності. - iTunes Extras - Додано можливість переглядати видалені сцени, фотографії, акторський склад і знімальну групу тощо. (Доступно лише для покупок у форматі HD) |
| 7.1.2                                                       | 6.2.1                                                       | 11D258                                                      | 17 вересня 2014                                             | Остаточний випуск для Apple TV (2-го покоління) Станом на травень 2015 року програма YouTube працює лише на новіших Apple TV із програмним забезпеченням 7.2 або новішої версії через зміну API, реалізовану Google. - Стабільність і продуктивність - Містить загальні поліпшення продуктивності та стабільності. |

### iOS 8
18 вересня 2014 року третє покоління Apple TV отримало оновлення програмного забезпечення iOS 8.0 із переробленим інтерфейсом користувача, Family Sharing і одноранговим AirPlay.
| Таблиця версій: iOS 8.x — Apple TV (3-го покоління)                           | Таблиця версій: iOS 8.x — Apple TV (3-го покоління) | Таблиця версій: iOS 8.x — Apple TV (3-го покоління) | Таблиця версій: iOS 8.x — Apple TV (3-го покоління) | Таблиця версій: iOS 8.x — Apple TV (3-го покоління) |
| Версія iOS                                                                    | Apple TV Software                                   | Збірка                                              | Дата випуску                                        | Функції |
| ----------------------------------------------------------------------------- | --------------------------------------------------- | --------------------------------------------------- | --------------------------------------------------- | --- |
| 8.0                                                                           | 7.0                                                 | 12A365b                                             | 17 вересня 2014                                     | - Інтерфейс користувача - Перероблений інтерфейс користувача, який має вигляд, схожий на «плаский» вигляд, представлений в iOS 8 і OS X Yosemite. - Редизайн інтерфейсу користувача включає перероблені іконки та межі, меню та багато елементів керування в багатьох програмах, які входять до складу Apple TV. - Сімейний доступ - Додано підтримку служби обміну покупками в iTunes між 6 людьми. - Підтримує покупки музики, відео, подкастів і телешоу в iTunes. - Усі члени групи повинні оплачувати сімейні покупки однією кредитною/дебетовою карткою. - Запит на покупку — батьки можуть схвалити витрати дитини з батьківського пристрою. - Послуги описового відео - Доступне прослуховування описового відео з новою функцією доступності, підтримкою вибраних фільмів і телешоу iTunes. - Одноранговий AirPlay - Гості можуть використовувати AirPlay зі свого пристрою Mac або iOS безпосередньо на Apple TV без підключення до бездротової мережі (потрібно Apple TV 3 Rev-A (A1469), iPhone 4S або новіші; iPad 2 або новіші; і iPod Touch (5-го покоління) під управлінням iOS 8 або Mac під управлінням OS X Yosemite (10.10) або новішої версії).A3R - Beats Music - Beats Music тепер замінено на Apple Music, для якої потрібен Apple TV 4 із tvOS 9.0 або новішої версії. |
| 8.1                                                                           | 7.0.1                                               | 12B410a                                             | 20 жовтня 2014                                      | - Стабільність і продуктивність - Містить загальні поліпшення продуктивності та стабільності. - Виправлення помилок. |
| 8.1.1                                                                         | 7.0.2                                               | 12B435                                              | 17 листопада 2014                                   | - Стабільність і продуктивність - Містить загальні поліпшення продуктивності та стабільності. - Виправлення помилок. |
| 8.1.3                                                                         | 7.0.3                                               | 12B466                                              | 27 січня 2015                                       | - Стабільність і продуктивність - Містить загальні поліпшення продуктивності та стабільності. - Виправлення помилок. |
| 8.2                                                                           | 7.1                                                 | 12D508                                              | 9 березня 2015                                      | - Стабільність і продуктивність - Містить загальні поліпшення продуктивності та стабільності. - Виправлення помилок. |
| 8.3                                                                           | 7.2                                                 | 12F69                                               | 8 квітня 2015                                       | Станом на травень 2015 року програма YouTube працює лише на Apple TV із програмним забезпеченням 7.2 або новішої версії через зміну API, реалізовану Google. - Стабільність і продуктивність - Містить загальні поліпшення продуктивності та стабільності. - Виправлення помилок |
| Оновлення Apple TV Software, випущені після випуску Apple TV (4-го покоління) |                                                     |                                                     |                                                     | |
| 8.4                                                                           | 7.2.1                                               | 12H523                                              | 25 лютого 2016                                      | - Стабільність і продуктивність - Містить загальні поліпшення продуктивності та стабільності. - Виправлення помилок |
| 8.4.1                                                                         | 7.2.2                                               | 12H606                                              | 12 грудня 2016                                      | - Стабільність і продуктивність - Містить загальні поліпшення продуктивності та стабільності. - Виправлення помилок Amazon Video було автоматично додано до Apple TV з версією 7.2.2 6 грудня 2017 року. |
| 8.4.2                                                                         | 7.3                                                 | 12H847                                              | 13 травня 2019                                      | Apple TV Software 7.3 містить оновлену програму «TV» для підтримки служб Apple TV+. |
| 8.4.2                                                                         | 7.3.1                                               | 12H864                                              | 22 липня 2019                                       | Виправлено помилки та покращено стабільність |
| 8.4.3                                                                         | 7.4                                                 | 12H876                                              | 24 вересня 2019                                     | Виправлено помилки та покращено стабільність |
| 8.4.4                                                                         | 7.5                                                 | 12H885                                              | 24 березня 2020                                     | Додано можливість керувати Apple TV із центру керування пристрою iOS, виправлено помилки та покращено стабільність. |
| 8.4.5                                                                         | 7.6                                                 | 12H903                                              | 16 вересня 2020                                     | Виправлено помилки та покращено стабільність |
| 8.4.6                                                                         | 7.6.2                                               | 12H914                                              | 14 грудня 2020                                      | Виправлено помилки та покращено стабільність |
|                                                                               | 7.7                                                 | 12H923                                              | 26 квітня 2021                                      | Виправлено помилки та покращено стабільність |
|                                                                               | 7.8                                                 | 12H937                                              | 20 вересня 2021                                     | Виправлено помилки та покращено стабільність |
|                                                                               | 7.9                                                 | 12H1006                                             | 14 березня 2022                                     | Вказано як оновлення безпеки без опублікованих записів CVE |

### tvOS 9
tvOS 9 — операційна система, яка на 95 % базується на iOS 9 із адаптаціями для телевізійного інтерфейсу. Її анонсували 9 вересня 2015 року разом із новими iPad Pro та iPhone 6S. Тім Кук представив tvOS, сказавши, що для Apple TV настав час отримати сучасну операційну систему із підтримкою програм, оскільки це «майбутнє телебачення». Вона буде доступна лише на Apple TV (4-го покоління), випущеному в жовтні 2015 року. Вона отримала нативний SDK для розробки програм, App Store для їх розповсюдження, підтримку Siri та універсальний пошук у кількох програмах.
| Таблиця версій: tvOS 9.x — Apple TV HD | Таблиця версій: tvOS 9.x — Apple TV HD | Таблиця версій: tvOS 9.x — Apple TV HD | Таблиця версій: tvOS 9.x — Apple TV HD | Таблиця версій: tvOS 9.x — Apple TV HD |
| Версія tvOS                            | Базова версія iOS                      | Збірка                                 | Дата випуску                           | Функції |
| -------------------------------------- | -------------------------------------- | -------------------------------------- | -------------------------------------- | --- |
| 9.0                                    | 9.0                                    | 13T396                                 | 29 жовтня 2015                         | Початковий випуск для Apple TV (4-го покоління). - Інтерфейс користувача - Новий інтерфейс користувача, який використовує світліші кольори та прозорість, має підтримку керування за допомогою абсолютно нового пульта дистанційного керування. Цей пульт можна використовувати для навігації інтерфейсом користувача за допомогою мультисенсорних жестів на трекпаді на пульті, а не фізичних кнопок. - App Store/SDK - Додано підтримку абсолютно нового SDK для розробників, щоб створювати програми для Apple TV, включаючи всі API, включені в iOS 9, такі як Metal. - Додано App Store, який дозволяє користувачам переглядати, завантажувати та встановлювати широкий спектр програм, таких як ігри, відеопрограми тощо. - Тепер розробники можуть використовувати власний інтерфейс у своїй програмі, а не лише інтерфейс Apple. - Siri - Додано підтримку Siri, яку можна перемикати, натискаючи кнопку мікрофона на пульті дистанційного керування. - Окрім усіх можливостей iOS, Siri може сприймати багато голосових команд, спеціально розроблених для Apple TV, наприклад пошук фільму/телешоу в різних програмах, перемотування назад, перемотування вперед, озвучення назви та актора/режисера поточного фільму та перемотування на 15 секунд назад. - Використання - Тепер можна перемикатися між двома програмами, двічі клацнувши трекпад на пульті дистанційного керування та прокрутивши до потрібної програми. - Тепер користувачі можуть налаштувати головний екран, розмістивши будь-які програми, які вони бажають, у верхньому рядку, включно із програмами сторонніх розробників. - Нові кінематографічні заставки відображають покадрові зображення мальовничих міст, коли Apple TV перебуває в режимі сну. - Тепер можна керувати гучністю телевізора та вмикати/вимикати його за допомогою лише нового Siri Remote та вбудованої підтримки HDMI CEC у tvOS. - Контролери сторонніх виробників - Додано підтримку підключення ігрових Bluetooth-контролерів сторонніх виробників, щоб грати в ігри. - Apple Music - Додано підтримку Apple Music для Apple TV. |
| 9.0.1                                  | 9.1                                    | 13T402                                 | 9 листопада 2015                       | - Загальні покращення продуктивності та стабільності. |
| 9.1                                    | 9.2                                    | 13U85                                  | 8 грудня 2015                          | - Додано підтримку керування Apple Music за допомогою Siri. - Додано підтримку керування Apple TV за допомогою програми «Пульт» для iOS і Apple Watch. - Покращення роботи в мережі та прокручування. |
| 9.1.1                                  | 9.2.1                                  | 13U717                                 | 25 січня 2016                          | - Загальні покращення продуктивності та стабільності - Додано програму «Подкасти» до Apple TV |
| 9.2                                    | 9.3                                    | 13Y234                                 | 21 березня 2016                        | - Додано підтримку папок на Apple TV. - Папку можна створити, вибравши програму, клацнувши й утримуючи сенсорну панель, натиснувши кнопку «Відтворити/Пауза», а потім вибравши «Нова папка» зі спливаючого меню. - Додано можливість підключати Bluetooth-клавіатури до Apple TV 4-го покоління. - Додано перероблений перемикач програм, подібний до того, що є в iOS 9, а не в iOS 8, який містив tvOS 9.1. - Додано підтримку бібліотеки фотографій iCloud і Live Photos - Дозволtyj розробникам додавати карти до своїх програм за допомогою MapKit API. - Siri/Голосове диктування - Додано підтримку голосового диктування, щоб користувачі могли вводити текст у текстові поля за допомогою голосу. Голосове диктування можна активувати, вибравши текстове поле та натиснувши кнопку Siri на пульті Siri Remote. - Додано підтримку пошуку в App Store на Apple TV за допомогою Siri. - Додано підтримку нових мов Siri, зокрема іспанської (США), французької (Канада) та англійської (Велика Британія та Австралія). - Покращення віддаленого керування - Щоб перемотати назад/вперед відео в tvOS 9.2, тепер необхідно натиснути сенсорну панель перед тим, як провести ліворуч або праворуч. - Оновлено мікропрограму дистанційного керування, яка має покращену продуктивність датчика руху та підтримку додаткового апаратного забезпечення звукової панелі та приймача. - Покращення швидкості та продуктивності. |
| 9.2.1                                  | 9.3.2                                  | 13Y772                                 | 16 травня 2016                         | - Загальні покращення продуктивності та стабільності. |
| 9.2.2                                  | 9.3.3                                  | 13Y825                                 | 18 липня 2016                          | Остаточне оновлення для tvOS 9. - Загальні покращення продуктивності та стабільності. - Виправлення помилок. |

### tvOS 10
| Таблиця версій: tvOS 10.x — Apple TV HD | Таблиця версій: tvOS 10.x — Apple TV HD | Таблиця версій: tvOS 10.x — Apple TV HD | Таблиця версій: tvOS 10.x — Apple TV HD   | Таблиця версій: tvOS 10.x — Apple TV HD |
| Версія tvOS                             | Базова версія iOS                       | Збірка                                  | Дата випуску                              | Функції |
| --------------------------------------- | --------------------------------------- | --------------------------------------- | ----------------------------------------- | --- |
| 10.0                                    | 10.0                                    | 14T330                                  | 13 вересня 2016                           | - Інтерфейс користувача - Додано можливість користувачам вибирати між світлим або новим темним режимом. - Додано підтримку значків сповіщень програм на головному екрані tvOS. - Siri - Підтримка пошуку контенту на YouTube за допомогою Siri. - Підтримка пошуку контенту за темами. - Фотографії - Додано підтримку нової програми «Фотографії», доступної в iOS 10, яка додає нову функцію «Спогади». - Музика - Оновлено інтерфейс Apple Music відповідно до інтерфейсу Apple Music на iOS 10 і macOS Sierra. - Управління - Коли користувачі починають вводити текст на Apple TV за допомогою Siri Remote, їхній iPhone на iOS 10 або новішої версії надає їм сповіщення на екрані блокування, яке дозволяє вводити текст навіть без віддаленої програми, встановленої на пристрої iOS. - Більше не потрібно, щоб розробники підтримували Siri Remote в іграх. Гра тепер може використовувати контролер MFI стороннього виробника, необхідний для ігрового процесу. - HomeKit - Дозволяє керувати аксесуарами HomeKit з Apple TV. - Інструменти розробника - Додано багато нових API, якими розробники можуть скористатися в tvOS, наприклад ReplayKit, SpriteKit, SceneKit тощо. |
| 10.0.1                                  | 10.1                                    | 14U71 14U100                            | 24 жовтня 2016 14 листопада 2016 (14U100) | - Загальні покращення продуктивності та стабільності. - Виправлення помилок. |
| 10.1                                    | 10.2                                    | 14U593                                  | 12 грудня 2016                            | - Загальні покращення продуктивності та стабільності. - Нова програма «TV» - Додано «Єдиний вхід» |
| 10.1.1                                  | 10.2.1                                  | 14U712a                                 | 23 січня 2017                             | - Загальні покращення продуктивності та стабільності. |
| 10.2                                    | 10.3                                    | 14W265                                  | 27 березня 2017                           | - Додано підтримку файлової системи Apple (APFS) - Загальні покращення продуктивності та стабільності |
| 10.2.1                                  | 10.3.2                                  | 14W585a                                 | 15 травня 2017                            | Усунення проблем безпеки та виправлення помилок - Щоб отримати повну інформацію щодо цього виправлення безпеки, відвідайте сторінку https://support.apple.com/uk-ua/HT207801 |
| 10.2.2                                  | 10.3.3                                  | 14W756                                  | 19 липня 2017                             | Остаточне оновлення для tvOS 10. Немає оновлення 10.2.3. Усунення проблем безпеки та виправлення помилок - Щоб отримати повну інформацію щодо цього виправлення безпеки, відвідайте сторінку https://support.apple.com/uk-ua/HT207924 |

### tvOS 11
| Таблиця версій: tvOS 11.x — Apple TV HD, Apple TV 4K (1-го покоління) | Таблиця версій: tvOS 11.x — Apple TV HD, Apple TV 4K (1-го покоління) | Таблиця версій: tvOS 11.x — Apple TV HD, Apple TV 4K (1-го покоління) | Таблиця версій: tvOS 11.x — Apple TV HD, Apple TV 4K (1-го покоління) | Таблиця версій: tvOS 11.x — Apple TV HD, Apple TV 4K (1-го покоління) |
| Версія tvOS                                                           | Базова версія iOS                                                     | Збірка                                                                | Дата випуску                                                          | Функції |
| --------------------------------------------------------------------- | --------------------------------------------------------------------- | --------------------------------------------------------------------- | --------------------------------------------------------------------- | --- |
| 11.0                                                                  | 11.0                                                                  | 15J381                                                                | 19 вересня 2017                                                       | - Початковий випуск для Apple TV 4K (5-го покоління). - Додано підтримку виведення 2160p у HDR10 і Dolby Vision з Apple TV 4K. - Управління - Додано можливість перепрограмувати кнопку TV на пульті Siri Remote, щоб відкрити програму «TV» або повернутися на головний екран. - Додано підтримку керування через Центр керування з пристроїв під управлінням iOS 11. - Використання - Apple AirPods автоматично підключаються, коли з'єднуються з пристроєм, на якому виконано вхід за допомогою того самого облікового запису iCloud. - Можливість автоматичного перемикання між світлим і темним режимами залежно від часу доби. - Додано опцію «Синхронізація головного екрана», яка синхронізує програми та головні екрани на Apple TV, на яких увійшли під тим самим обліковим записом iCloud. - Двічі торкнувшись пульта Siri remote збільшується масштаб відео у вертикальній або літерній коробці, щоб заповнити кадр. - Торкнувшись шкали часу вдруге, користувач перейде на відображення часу доби. - Інструменти розробника - Збільшено максимальний розмір пакета On-Demand Resource до 4 ГБ із 200 МБ. - Додано підтримку HEVC і HEIF, апаратне декодування на Apple TV 4K і програмне декодування на Apple TV (4-го покоління). |
| 11.1                                                                  | 11.1                                                                  | 15J582                                                                | 31 жовтня 2017                                                        | Містить виправлення помилок і покращення безпеки |
| 11.2                                                                  | 11.2                                                                  | 15K106                                                                | 4 грудня 2017                                                         | Оновлення містить підтримку перемикання виведення дисплея Apple TV 4K на SDR для програм, які прив'язані до графічного процесора під час роботи в HDR, а також повторно вводить категорію «Непереглянуті» в розділі «Домашній доступ» для фільмів, телешоу та домашніх відео. |
| 11.2.1                                                                | 11.2.1                                                                | 15K152                                                                | 13 грудня 2017                                                        | Містить виправлення помилок і покращення безпеки |
| 11.2.5                                                                | 11.2.5                                                                | 15K552                                                                | 23 січня 2018                                                         | Містить виправлення помилок і покращення безпеки |
| 11.2.6                                                                | 11.2.6                                                                | 15K600                                                                | 19 лютого 2018                                                        | Містить виправлення помилок і покращення безпеки |
| 11.3                                                                  | 11.3                                                                  | 15L211                                                                | 29 березня 2018                                                       | Бета-версія tvOS 11.3 забезпечує підтримку Dolby Vision для деяких телевізорів Sony 2017 4K HDR із процесором X1 Extreme. |
| 11.4                                                                  | 11.4                                                                  | 15L577                                                                | 29 травня 2018                                                        | AirPlay 2 - Доступне прослуховування пісень на кожному Apple TV, HomePod і AirPlay. Можна програвати щось інше в кожній кімнаті одночасно. |
| 11.4.1                                                                | 11.4.1                                                                | 15M73                                                                 | 9 липня 2018                                                          | Остаточне оновлення для tvOS 11. Виправлення помилок і покращення |

### tvOS 12
| Таблиця версій: tvOS 12.x — Apple TV HD, Apple TV 4K (1-го покоління) | Таблиця версій: tvOS 12.x — Apple TV HD, Apple TV 4K (1-го покоління) | Таблиця версій: tvOS 12.x — Apple TV HD, Apple TV 4K (1-го покоління) | Таблиця версій: tvOS 12.x — Apple TV HD, Apple TV 4K (1-го покоління) | Таблиця версій: tvOS 12.x — Apple TV HD, Apple TV 4K (1-го покоління) |
| Версія tvOS                                                           | Базова версія iOS                                                     | Збірка                                                                | Дата випуску                                                          | Функції |
| --------------------------------------------------------------------- | --------------------------------------------------------------------- | --------------------------------------------------------------------- | --------------------------------------------------------------------- | --- |
| 12.0                                                                  | 12.0                                                                  | 16J364                                                                | 17 вересня 2018                                                       | - Аудіо - Додано підтримку проходження Dolby Atmos E-AC3 на Apple TV 4K, до 7.1.4 каналів - Використання - Додано підтримку автоматичної автентифікації програми Zero Sign-On у підтримуваних провайдерів кабельного телебачення. - Додано автозаповнення паролів з iPhone та iPad з iOS 12 або новішої версії. - Додано нові заставки повітряного екрана. - Інструменти розробника - Додано підтримку систем керування домом, зокрема Control4, Crestron і Savant. - Додано підтримку сторонніх пультів дистанційного керування, включаючи підтримку Siri. |
| 12.0.1                                                                | 12.0                                                                  | 16J380                                                                | 24 вересня 2018                                                       | Виправлення помилок і покращення |
| 12.1                                                                  | 12.1                                                                  | 16J602                                                                | 30 жовтня 2018                                                        | Виправлення помилок і покращення |
| 12.1.1                                                                | 12.1.1                                                                | 16K45                                                                 | 5 грудня 2018                                                         | Виправлення помилок і покращення |
| 12.1.2                                                                | 12.1.3                                                                | 16K534                                                                | 22 січня 2019                                                         | Виправлення помилок і покращення |
| 12.2                                                                  | 12.2                                                                  | 16L226                                                                | 25 березня 2019                                                       | Покращення Siri та Apple TV Remote |
| 12.2.1                                                                | 12.2                                                                  | 16L250                                                                | 10 квітня 2019                                                        | Виправлення помилок і покращення |
| 12.3                                                                  | 12.3                                                                  | 16M153                                                                | 13 травня 2019                                                        | - Додає перероблену програму TV - Змінено графічний інтерфейс користувача у відеопрогравачі |
| 12.4                                                                  | 12.4                                                                  | 16M568                                                                | 22 липня 2019                                                         | Виправлення помилок і покращення |
| 12.4.1                                                                | 12.4.1                                                                | 16M600                                                                | 26 серпня 2019                                                        | Остаточне оновлення для tvOS 12. Виправлення безпеки |

### tvOS 13
| Таблиця версій: tvOS 13.x — Apple TV HD, Apple TV 4K (1-го покоління) | Таблиця версій: tvOS 13.x — Apple TV HD, Apple TV 4K (1-го покоління) | Таблиця версій: tvOS 13.x — Apple TV HD, Apple TV 4K (1-го покоління) | Таблиця версій: tvOS 13.x — Apple TV HD, Apple TV 4K (1-го покоління) | Таблиця версій: tvOS 13.x — Apple TV HD, Apple TV 4K (1-го покоління) |
| Версія tvOS                                                           | Базова версія iOS                                                     | Збірка                                                                | Дата випуску                                                          | Функції |
| --------------------------------------------------------------------- | --------------------------------------------------------------------- | --------------------------------------------------------------------- | --------------------------------------------------------------------- | --- |
| 13.0                                                                  | 13.1                                                                  | 17J586                                                                | 24 вересня 2019                                                       | - Використання - Додано оновлений головний екран із повноекранним попереднім переглядом відео. - Змінено форму іконки програми на більш заокруглені кути. - Додано Центр керування. - Додано підтримку кількох Apple ID для вбудованих програм. - Додано музичні тексти, що прокручуються, у програмі «Музика». - Багатозадачність «картинка в картинці» в програмі TV. - Додано програму Apple Arcade. - Додано нові підводні заставки. - Із режиму сну виводить Apple TV лише кнопки меню та TV. - Управління - Додано підтримку бездротових контролерів Xbox One і DualShock 4. - Усунення проблем системи безпеки - https://support.apple.com/kb/HT210604 |
| 13.2                                                                  | 13.2                                                                  | 17K82                                                                 | 28 жовтня 2019                                                        | - Додано підтримку AirPods Pro. - Інші покращення стабільності та виправлення помилок. - Усунення проблем системи безпеки - https://support.apple.com/kb/HT210723 |
| 13.3                                                                  | 13.3                                                                  | 17K449                                                                | 10 грудня 2019                                                        | - Покращення стабільності та виправлення помилок. - Усунення проблем системи безпеки - https://support.apple.com/kb/HT210790 |
| 13.3.1                                                                | 13.3.1                                                                | 17K795                                                                | 28 січня 2020                                                         | - Усунення проблем системи безпеки - https://support.apple.com/kb/HT210920 |
| 13.4                                                                  | 13.4                                                                  | 17L256                                                                | 24 березня 2020                                                       | - Усунення проблем системи безпеки - https://support.apple.com/kb/HT211101 |
| 13.4.5                                                                | 13.5                                                                  | 17L562                                                                | 20 травня 2020                                                        | - Покращення стабільності та виправлення помилок. - Усунення проблем системи безпеки - https://support.apple.com/uk-ua/HT211171 |
| 13.4.6                                                                | 13.5.1                                                                | 17L570                                                                | 1 червня 2020                                                         | - Покращення стабільності та виправлення помилок. - Усунення проблем системи безпеки - https://support.apple.com/uk-ua/HT211216 |
| 13.4.8                                                                | 13.6                                                                  | 17M61                                                                 | 15 липня 2020                                                         | Остаточне оновлення для tvOS 13. - Покращення стабільності та виправлення помилок. - Усунення проблем системи безпеки - https://support.apple.com/uk-ua/HT211290 |

### tvOS 14
| Таблиця версій: tvOS 14.x — Apple TV HD, Apple TV 4K (1-го та 2-го покоління) | Таблиця версій: tvOS 14.x — Apple TV HD, Apple TV 4K (1-го та 2-го покоління) | Таблиця версій: tvOS 14.x — Apple TV HD, Apple TV 4K (1-го та 2-го покоління) | Таблиця версій: tvOS 14.x — Apple TV HD, Apple TV 4K (1-го та 2-го покоління) | Таблиця версій: tvOS 14.x — Apple TV HD, Apple TV 4K (1-го та 2-го покоління) |
| Версія tvOS                                                                   | Базова версія iOS                                                             | Збірка                                                                        | Дата випуску                                                                  | Функції |
| ----------------------------------------------------------------------------- | ----------------------------------------------------------------------------- | ----------------------------------------------------------------------------- | ----------------------------------------------------------------------------- | --- |
| 14.0                                                                          | 14.0                                                                          | 18J386                                                                        | 16 вересня 2020                                                               | - Використання: - Змінено форму іконок програм із заокругленими кутами та зменшеним розміром. - Додано картинку в картинці до програм сторонніх розробників. - Додано Audio Sharing для одночасного підключення двох комплектів AirPods до Apple TV 4K. - Підтримка повної роздільної здатності AirPlay для відео та фотографій 4K на Apple TV 4K. - Перероблений Центр керування. - Підтримка контролерів Microsoft Elite 2 і Adaptive Xbox One. - HomeKit: - Додає канали камери та моніторинг «картинка в картинці» для камер безпеки з підтримкою HomeKit. - Додано пряме керування аксесуарами HomeKit у Центрі керування. - Інструменти розробника: - Підтримка 4K-відео YouTube на Apple TV 4K, підтримка «останніх відео YouTube», як повідомляється, через підтримку VP9. |
| 14.0.1                                                                        | 14.0.1                                                                        | 18J400                                                                        | 24 вересня 2020                                                               | - Оновлення містить загальні поліпшення продуктивності та стабільності. |
| 14.0.2                                                                        |                                                                               | 18J411                                                                        | 5 жовтня 2020                                                                 | - Оновлення містить загальні поліпшення продуктивності та стабільності. |
| 14.2                                                                          | 14.2                                                                          | 18K57                                                                         | 5 листопада 2020                                                              | |
| 14.3                                                                          | 14.3                                                                          | 18K561                                                                        | 14 грудня 2020                                                                | - Apple Fitness |
| 14.4                                                                          | 14.4                                                                          | 18K802                                                                        | 26 січня 2021                                                                 | |
| 14.5                                                                          | 14.5                                                                          | 18L204                                                                        | 26 квітня 2021                                                                | - Початковий випуск для Apple TV 4K (2-го покоління). - Додано підтримку Siri Remote (другого покоління). |
| 14.6                                                                          | 14.6                                                                          | 18L569                                                                        | 24 травня 2021                                                                | - Додано підтримку відтворення без втрат і музику Dolby Atmos в Apple Music на всіх моделях Apple TV 4K. |
| 14.7                                                                          | 14.7                                                                          | 18M60                                                                         | 19 липня 2021                                                                 | |

### tvOS 15
| Таблиця версій: tvOS 15.x — Apple TV HD, Apple TV 4K (1-го та 2-го покоління) | Таблиця версій: tvOS 15.x — Apple TV HD, Apple TV 4K (1-го та 2-го покоління) | Таблиця версій: tvOS 15.x — Apple TV HD, Apple TV 4K (1-го та 2-го покоління) | Таблиця версій: tvOS 15.x — Apple TV HD, Apple TV 4K (1-го та 2-го покоління) | Таблиця версій: tvOS 15.x — Apple TV HD, Apple TV 4K (1-го та 2-го покоління) |
| Версія tvOS                                                                   | Базова версія iOS                                                             | Збірка                                                                        | Дата випуску                                                                  | Функції |
| ----------------------------------------------------------------------------- | ----------------------------------------------------------------------------- | ----------------------------------------------------------------------------- | ----------------------------------------------------------------------------- | --- |
| 15.0                                                                          | 15.0                                                                          | 19J346                                                                        | 20 вересня 2021                                                               | - Додано підтримку керування Apple TV за допомогою HomePod або HomePod Mini. - Додано рядок «Поширено для вас» в програмі TV для фільмів і телешоу, якими поділилися в «Повідомленнях». - Перероблений інтерфейс відеоплеєра.. - Аудіо: - Додано можливість використовувати HomePod Mini як динамік із підтримкою стереопари. - Додано підтримку просторового аудіо на Apple TV 4K із AirPods Pro та AirPods Max. - Автоматичне сповіщення на екрані для підключення родинних навушників AirPods. - HomeKit: - Додано сповіщення від пристроїв безпеки. - Додайте підтримку перегляду з кількох камер HomeKit одночасно. - Інструменти розробника: - Завершення покупок і вхід у програми за допомогою Touch ID або Face ID на спарених iPhone або iPad. |
| 15.1                                                                          | 15.1                                                                          | 19J572                                                                        | 25 жовтня 2021                                                                | - Покращення стабільності та виправлення помилок. - Додано підтримку SharePlay. |
| 15.1.1                                                                        | 15.1                                                                          | 19J581                                                                        | 1 листопада 2021                                                              | - Додано підтримку Apple TV у Південній Кореї. |
| 15.2                                                                          | 15.2                                                                          | 19K53                                                                         | 13 грудня 2021                                                                | - Нова функція «Спогади» в програмі «Фотографії». - Нова вкладка «Магазин» у програмі Apple TV. - Нова вкладка «Магазин» у програмі Apple TV. - Додано підтримку Siri для додаткових мов. - Нові заставки. |
| 15.3                                                                          | 15.3                                                                          | 19K547                                                                        | 26 січня 2022                                                                 | - Покращення стабільності та виправлення помилок. - Усунено кілька вразливостей системи безпеки. |
| 15.4                                                                          | 15.4                                                                          | 19L440                                                                        | 14 березня 2022                                                               | - Підтримка мереж captive portal через підключений iPhone або iPad. - Додано чергу «Далі» та регулятор гучності до відеопрогравача - Додано підтвердження покупки за допомогою Apple Watch - Додано підтримку для відображення камер HomeKit у режимі «картинка в картинці» |
| 15.4.1                                                                        | 15.4.1                                                                        | 19L452                                                                        | 31 березня 2022                                                               | - Покращення стабільності та виправлення помилок під час налаштування/відновлення Apple TV. |
| 15.5                                                                          | 15.5                                                                          | 19L570                                                                        | 16 травня 2022                                                                | - Покращення стабільності та виправлення помилок. |
| 15.5.1                                                                        |                                                                               | 19L580                                                                        | 25 травня 2022                                                                | - Усунено помилку, через яку відтворення музики могло зупинятися через деякий час. |
| 15.6                                                                          | 15.6                                                                          | 19M65                                                                         | 20 липня 2022                                                                 | - Покращення стабільності та виправлення помилок. |

### tvOS 16
| Таблиця версій: tvOS 16.x — Apple TV HD, Apple TV 4K (1-го та 2-го покоління) | Таблиця версій: tvOS 16.x — Apple TV HD, Apple TV 4K (1-го та 2-го покоління) | Таблиця версій: tvOS 16.x — Apple TV HD, Apple TV 4K (1-го та 2-го покоління) | Таблиця версій: tvOS 16.x — Apple TV HD, Apple TV 4K (1-го та 2-го покоління) | Таблиця версій: tvOS 16.x — Apple TV HD, Apple TV 4K (1-го та 2-го покоління) |
| Версія tvOS                                                                   | Базова версія iOS                                                             | Збірка                                                                        | Дата випуску                                                                  | Функції |
| ----------------------------------------------------------------------------- | ----------------------------------------------------------------------------- | ----------------------------------------------------------------------------- | ----------------------------------------------------------------------------- | --- |
| 16.0                                                                          | 16.0                                                                          | 20J373                                                                        | 12 вересня 2022                                                               | - Додано підтримку контролерів Joy-Con і Pro Controller від Nintendo Switch, а також додаткових ігрових Bluetooth і USB-контролерів. - Додано підтримку HDR10+ у програмі Apple TV - Додає попередній перегляд відео в програмі Apple TV - Додає екранні показники інтенсивності із Fitness+ |
| 16.1 beta 2                                                                   | 16.1 beta 2                                                                   | 20K5046d                                                                      | 20 вересня 2022                                                               | |